# Cortes (Burgos)
Cortes es un barrio periférico de la ciudad de Burgos, comunidad autónoma de Castilla y León, España. Está ubicado al sureste de la ciudad, sobre un alto cercano.

## Datos generales
Situado 3 km al sureste del centro de la ciudad de Burgos, junto a la autovía A-1 Madrid Irún, con acceso denominado Penetración de Cortes y cercano tanto al parque de Fuentes Blancas como a la Cartuja de Miraflores. Su término linda con los municipios de Cardeñadijo y Cardeñajimeno. Por él discurre el Camino del Destierro o Camino del Cid, que continúa hacia el Monasterio de San Pedro de Cardeña.

### Comunicaciones
Dispone de enlace directo a la A-1. En 2010 se inauguró un nuevo vial que da acceso al barrio a través de una gran rotonda.

### Autobuses urbanos
El barrio es servido mediante dos líneas, la 9 y la 21, del servicio de Autobuses Urbanos de Burgos.
La línea 9 tiene una frecuencia de 30 minutos y la línea 21 de 1 hora.
La parada se encuentra en la zona este de la localidad, y posee marquesina y letrero electrónico.

## Historia
Barrio que formaba parte del Partido de Burgos, uno de los catorce que formaban la Intendencia de Burgos, en su categoría de pueblos solos, durante el periodo comprendido entre 1785 y 1833, en el Censo de Floridablanca de 1787, jurisdicción de realengo, perteneciente a la ciudad de Burgos con alcalde pedáneo.
Así se describe a Cortes en el tomo VII del Diccionario geográfico-estadístico-histórico de España y sus posesiones de Ultramar, obra impulsada por Pascual Madoz a mediados del siglo XIX:

Barrio en la provincia, partido judicial, diócesis, audiencia territorial, capitanía general y ayuntamiento de Burgos (1/2 legua); Situado sobre una loma en clima muy sano; sin embargo de reinar los vientos N y SE, las pulmonías son las enfermedades que produce con más frecuencia. Consta de 68 casas con la consistorial, tiene iglesia parroquial (San Martín) servida por un cura y un sacristán; una escuela de niños en la que principian las lecciones para San Mateo y finalizan el 16 de julio, cuyo maestro está dotado con 30 fanegas de trigo; un hospital con 2 camas, destinado para los transeúntes pobres; una excelente fuente con 2 caños y algunos paseos sin arbolado, pero bastante buenos. Confina el término N con Villayuda; E Cardeñadijo; S Burgos, y O Carcedo; comprende al N el hermoso monasterio de la cartuja de Miraflores, y casi al N el pequeño monte llamado Estepar, poblado de robles y estepas, el cual perteneció a dicho monasterio; se hallan también en el campo dos fuentes, denominadas la una La Pesquera, y la otra de Nava; la primera sirve para regar aquel por la parte N. El terreno es de primera, segunda y tercera calidad. Caminos: el que conduce a Soria y Osma por la sierra de Salas. Correos: la correspondencia se recibe de Burgos por los mismos interesados. Producciones: trigo, comuña, centeno, cebada, blanquillo, yeros, arvejas, titos, lentejas, garbanzos, cebollas, berzas y nabos; cría ganado lanar, y caza de perdices y liebres. Industria: la agrícola, y además algunos oficiales de cantería que van diariamente a trabajar a Burgos. Población: 68 vecinos, 209 almas. Capital productivo: 707.220 reales. Imponible: 60.370. Contribución: 5.759 reales 30 maravedíes. El presupuesto municipal asciende a 260 reales, y se cubre por reparto vecinal.
Diccionario geográfico-estadístico-histórico de España y sus posesiones de Ultramar

## Demografía
Evolución de la población
| Gráfica de evolución demográfica de Cortes entre 2000 y 2017       |
|                                                                    |
| Población de derecho (2000-2017) según el padrón municipal del INE |

## Monumentos
La iglesia está dedicada a San Martín Obispo. 
Escultura Trío piramidal de Néstor Pavón.

## Urbanismo
Conserva un pequeño casco urbano, que rodea la iglesia de San Martín Obispo.
Urbanizaciones
Cortes ha tenido desde los años 90 un gran crecimiento poblacional, debido a la multiplicación de las viviendas unifamiliares.

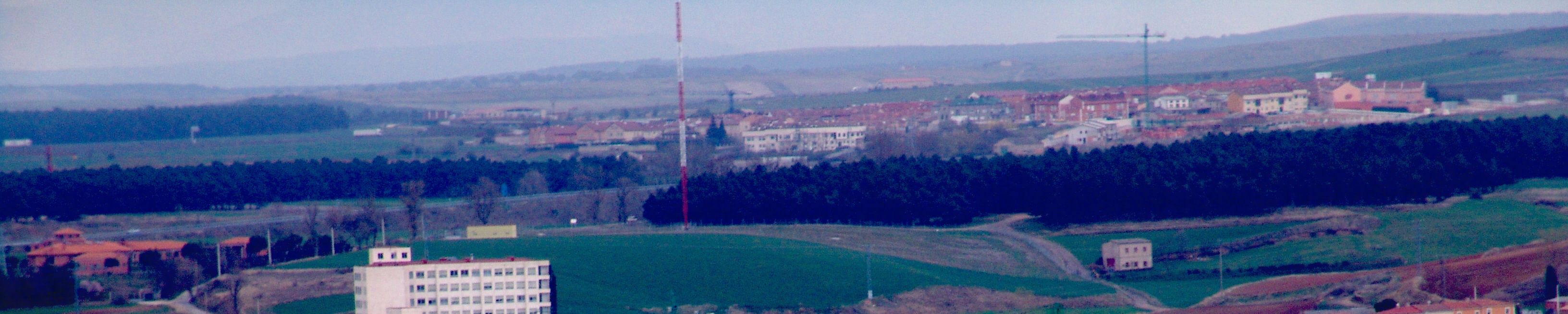
Vista general desde el castillo de Burgos

## Enlaces
- Mapa de los Barrios de Burgos